# Zuzana Baudyšová
Zuzana Baudyšová, rozená Pohlová, (* 22. dubna 1948 Praha) je od roku 1993 ředitelkou Nadace Naše dítě. V letech 2014 až 2019 působila jako senátorka za obvod č. 24 – Praha 9, byla zvolena jako nestranička za hnutí ANO.

## Život
Vystudovala Vysokou školu ekonomickou v Praze a získala tak titul Ing.
Více než 20 let pracovala ve Státní bance československé a později v České národní bance.
V roce 1993 založila Nadaci Naše dítě, v níž je od té doby ředitelkou. Nadace pomáhá dětem v krizových životních situacích a snaží se o zlepšení ochrany dětí v České republice. O rok později založila občanské sdružení Linka bezpečí, které mimo jiné provozuje celostátní bezplatnou telefonní pomoc dětem (v letech 1994 až 2004 byla předsedkyní představenstva Linky bezpečí).
Od roku 2001 je členkou Výboru pro práva dítěte Rady vlády ČR pro lidská práva.
Zuzana Baudyšová je rozvedená. Jejím mužem byl bývalý ministr dopravy a obrany Antonín Baudyš, rozvedli se v roce 2010. Spolu měli dva syny, Antonína a Jana.

## Politické působení
Ve volbách do Senátu PČR v roce 2004 kandidovala jako nestranička za KDU-ČSL v obvodu č. 28 – Mělník. Se ziskem 10,97 % hlasů skončila na 5. místě, a nepostoupila tak do druhého kola.
Ve volbách do Senátu PČR v roce 2008 kandidovala jako nestranička za SNK ED v obvodu č. 24 – Praha 9. Se ziskem 14,51 % hlasů skončila na 3. místě, a nepostoupila tak do druhého kola.
Ve volbách do Senátu PČR v roce 2014 kandidovala jako nestranička za hnutí ANO v obvodu č. 24 – Praha 9. Se ziskem 37,02 % hlasů vyhrála první kolo, a spolu s Tomášem Kladívkem z ODS tak postoupila do kola druhého. V něm zvítězila se ziskem 62,53 % hlasů. Na konci ledna 2019 oznámila složení senátorského mandátu. Svůj předčasný konec zdůvodnila zdravotními problémy.